# Heterachthes pallidipennis
Heterachthes pallidipennis là một loài bọ cánh cứng trong họ Cerambycidae.